# ویندمیل (نیومکزیکو)
ویندمیل (به انگلیسی: Windmill) یک منطقهٔ مسکونی در ایالات متحده آمریکا است که در نیومکزیکو واقع شده‌است. ویندمیل ۴۳ نفر جمعیت دارد و ۱٬۳۲۴٫۰۷ متر بالاتر از سطح دریا واقع شده‌است.